# Henri Gouraud (General)

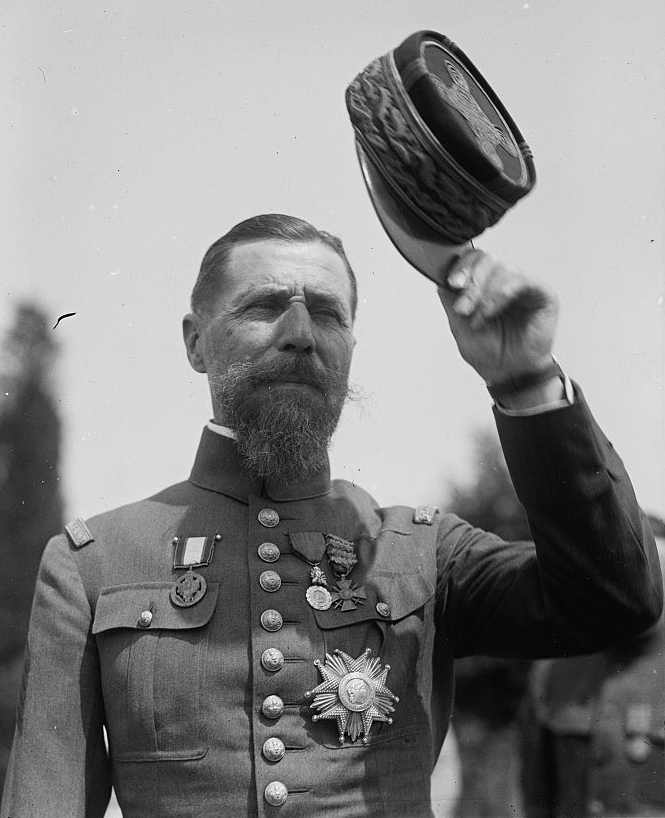
Henri Gouraud (1923)

Henri Joseph Eugène Gouraud (* 17. November 1867 in Paris; † 16. September 1946 ebenda) war ein französischer Heeresoffizier, zuletzt Général d’armée. Im Ersten Weltkrieg Kommandant der 4. Armee, war Gouraud in der Zwischenkriegszeit von 1919 bis 1923 Hochkommissar der Levante und von 1923 bis 1937 Militärgouverneur von Paris.

## Leben
Gouraud wurde als eines von sechs Kindern des Arztes Xavier Gouraud geboren und am Pariser Collège Stanislas ausgebildet. Er entschied sich für eine militärische Karriere und schloss 1888 die Militärschule Saint-Cyr ab. Auf Wunsch seines Vaters ging er zunächst nicht in die Kolonien und kam stattdessen zu einem Jägerbataillon (chasseurs à pied) in Montbéliard. 
1894 nahm er an seinem ersten Überseeeinsatz im Gebiet des heutigen Mali teil, das später Teil von Französisch-Westafrika werden sollte. Seine Zeit in Afrika dauerte mit kürzeren Unterbrechungen bis 1914, wobei er zeitweise Militärgouverneur im Tschad und in Mauretanien war und den Rang eines Colonel erreichte. Nach dem Abschluss eines Kurses am Zentrum für höhere militärische Studien war sein letzter Posten in Marokko, wo er 1911 im Rang eines Général de brigade Kommandant der Region Fez wurde. Im Mai 1914 wurde er zum Kommandeur der Kolonialtruppen in West-Marokko ernannt.
Nach dem Ausbruch des Ersten Weltkrieges kehrte Gouraud an der Spitze der 4. marokkanischen Brigade nach Frankreich zurück und wurde im September zum Général de division und Kommandanten der 10. Infanteriedivision ernannt. Im Januar 1915 erhielt er den Befehl über das Corps d'armée colonial, mit dem er an der Winterschlacht in der Champagne teilnahm. Im Mai 1915 übernahm er den Befehl über das Corps Expéditionnaire Français aux Dardanelles, das in der Schlacht von Gallipoli zum Einsatz kam. 
Nach einer schweren Verwundung am 30. Juni 1915 musste sein rechter Arm amputiert werden. Bereits im Dezember 1915 war Gouraud ausreichend wiederhergestellt, um den Befehl über die 4. Armee in der Champagne zu übernehmen. Nachdem Hubert Lyautey Ende 1916 Kriegsminister geworden war, vertrat Gouraud diesen zeitweilig als Generalresident im Protektorat Marokko, bevor er im Juni 1917 an die Spitze der 4. Armee zurückkehrte. Diese führte er erfolgreich in der Schlacht an der Marne und der finalen Hunderttageoffensive. Nach dem Waffenstillstand wurde Gourauds Armee im Elsass stationiert.

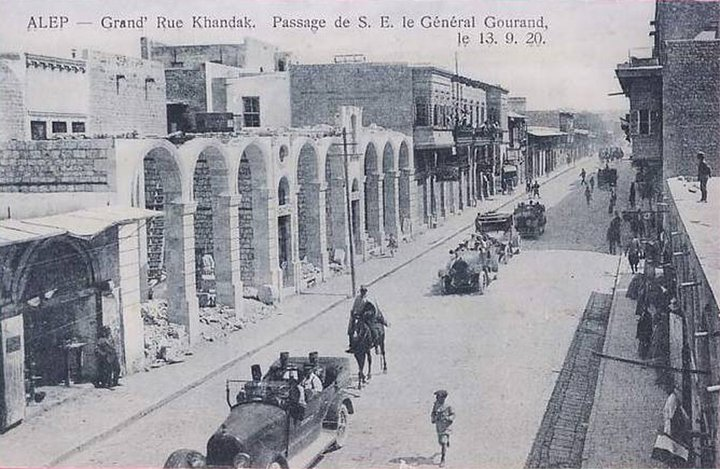
General Gouraud am 13. September 1920 in Aleppo.

Im Oktober 1919 wurde Gouraud in die Levante entsandt, um die Interessen Frankreichs gemäß dem Sykes-Picot-Abkommen von 1916 zu vertreten, und traf im November 1919 in Beirut ein. Nach der Proklamation Prinz Faisals zum König von Syrien im März 1920 schlugen Verhandlungen mit diesem fehl und im Juli 1920 besiegte Gourauds Levante-Armee die syrischen Truppen in der Schlacht von Maysalun.
Nach dieser Schlacht trat Gourad, der sich in der Tradition der Kreuzritter sah, an das Grabmal Saladins, und sagte: „Wach auf Saladin. Wir sind wieder da. Meine Anwesenheit hier vollendet den Sieg des Kreuzes über den Halbmond“. Im Juni 1921 verübten Mitglieder des Istiqlal einen erfolglosen Anschlag auf Gouraud, bei dem ein französischer Soldat getötet wurde.
Nach der Einrichtung des Völkerbundmandats für Syrien und Libanon wurde Gouraud dessen erster Hoher Kommissar, bis er im April 1923 von Maxime Weygand abgelöst wurde. 1924 wurde er Mitglied (membre libre) der Académie des Inscriptions et Belles-Lettres.
Nach seiner Rückkehr nach Frankreich wurde Gouraud zum Mitglied des Conseil Supérieur de la Guerre ernannt. Auf einer Reise durch die Vereinigten Staaten erfuhr er zudem von seiner Ernennung zum Gouverneur von Paris, als welcher er bis 1937 amtieren sollte. In dieser Rolle war er unter anderem mit Veteranenangelegenheiten befasst und trat bei Paraden öffentlich auf. Im Ruhestand widmete er sich unter anderem der Redaktion seiner Souvenirs d'un Africain über die Zeit seines Kolonialdienstes in Afrika. 
Sein Grab befindet sich in der Krypta des Monuments Aux Morts des Armées de Champagne in Sainte-Marie-à-Py, Champagne.